# Compton Gonsalves
Compton Aloysius Gonsalves (Georgetown, 11 december 1926 – San Fernando, 8 maart 2012) was een wielrenner uit Trinidad en Tobago. Hij werd geboren in Guyana maar verhuisde in 1940 naar Trinidad en Tobago. 
Gonsalves begon pas in 1945 met wielrennen maar won amper een jaar later zijn eerste medaille, dit in de achtervolging tijdens de Centraal-Amerikaanse en Caraïbische Spelen. Later in datzelfde jaar beëindigde hij zijn wielercarrière even snel als ze begon en verhuisde naar Engeland. Het zou echter maar tien maanden duren alvorens hij weer begon, zodat hij zijn land kon vertegenwoordigen tijdens de Olympische Zomerspelen 1948. Zijn afwezigheid eiste haar tol op de prestaties van Gonsalves: hij eindigde zestiende in het tijdrijden en werd bij de sprint al in de eerste ronde uitgeschakeld.
In 1949 besloot Gonsalves om, samen met Ferdi de Gannes, het wielrennen in Trinidad en Tobago uit het bewind van de nationale "Amateur Athletic Association" te halen om in 1951 de Trinidad and Tobago Cycling Federation op te richten. De administratieve druk die de oprichting met zich meebracht leidde ertoe dat Gonsalves in datzelfde jaar tijdens de Wereldkampioenschappen baanwielrennen zijn laatste grote evenement reed. Een val in 1954 in Venezuela zorgde er uiteindelijk voor dat hij ook stopte met amateurwielrennen.
In 1985 werd Gonsalves door zijn werk voor het wielrennen in Trinidad en Tobago opgenomen in de Trinidad en Tobago Sports Hall of Fame.